# 新民会 (1920年)
新民会（しんみんかい、台湾語：Sin-bîn-hōe シンビンホエ）とは、1920年（大正9年）1月11日、東京に留学していた台湾人留学生により結成された政治結社の一つである。

## 「啓発会」の解散
1910年後半から、東京に留学している台湾人留学生は、次第に結集し、種々の思想的な交流活動を行うようになってきた。1918年（大正7年）には、「六三法」の撤廃運動を契機として「啓発会」が結成された。しかし、同会は成立後間もない翌年には人事を巡る内紛と経費問題から解散した。

## 「新民会」の結成
新たな団体を作ることを痛感した林呈禄は、林献堂、蔡恵如らとともに1920年（大正9年）1月11日に「新民会」を設立し、林献堂を会長、蔡恵如を副会長、黄呈聡と蔡式穀を幹事に選任した。同会の表面上の目標は、「台湾のあらゆる革新すべき事項を考究し、文化の向上を図る」こととされたが、その意図するところは台湾における台湾人の地位の改善と向上を実現することであった。「六三法」撤廃運動は、「啓発会」より「新民会」に引き継がれた。しかし、林呈禄はこの運動は、台湾人みずからが台湾の独自性を否定し、原敬首相、田健治郎台湾総督のすすめる「内地延長主義」を肯定するものであると考えるようになった。彼は、「六三法」撤廃運動の中止を主張し、代わりに植民地自治の理念に基づき、台湾の独自性を強調する、台湾議会設置運動を提唱した。これに対し、「新民会」会長の林献堂は、日本政府並びに台湾総督府との正面衝突を警戒し、完全自治ではなく、「半自治」を求めるという自制的な主張を行った。「半自治」の具体的な内容は、台湾総督の立法権および財政権のうち特別会計の予算編成に対する台湾側の協賛権のみ行使することである。このため「新民会」の運動方針は、帝国議会に対し請願権を行使し、「台湾統治法」の制定と、それに基づく「台湾議会」の設置を請願することに決定した。この「台湾議会設置請願運動」は1921年（大正10年）1月30日に最初の請願を行った。

## 機関紙『台湾青年』
1920年（大正9年）、「新民会」は、在日台湾人学生を対象として機関紙『台湾青年』を刊行した。これは、台湾人による政治運動の最初の機関刊行物である。編集主任蔡培火を中心として、蔡恵如、林熊徴、顔雲年が編集にあたった。『台湾青年』発刊以降、「新民会」の政治活動は、1920年（大正9年）11月28日に六三法に反対する集会を開いた以外は、全て「台湾青年会」の名で活動した。。
本会を含む日本統治下の台湾人による政治・社会文化活動については日本統治下の台湾における台湾人政治運動を参照。